# Govedartsi
Govedartsi (Bulgaars: Говедарци) is een dorp in het westen van Bulgarije. Het dorp is gelegen in de gemeente Samokov in de oblast Sofia. Het dorp ligt 50 km ten zuiden van de hoofdstad Sofia.

## Bevolking
In de eerste volkstelling van 1934 registreerde het dorp 2256 inwoners. In 1956 bereikte het inwonersaantal een hoogtepunt met 2408 inwoners. Sindsdien loopt het inwonersaantal langzaam maar geleidelijk terug. Op 31 december 2019 telde het dorp 1114 inwoners.
Van de 1340 inwoners reageerden er 1245 op de optionele volkstelling van 2011. Bijna alle respondenten identificeerden zichzelf als etnische Bulgaren (1244 personen, oftewel 99,9%). Eén respondent was ondefinieerbaar (0,1%).
Van de 1340 inwoners in februari 2011 werden geteld, waren er 140 jonger dan 15 jaar oud (10%), gevolgd door 847 personen tussen de 15-64 jaar oud (63%) en 353 personen van 65 jaar of ouder (26%).

## Afbeeldingen

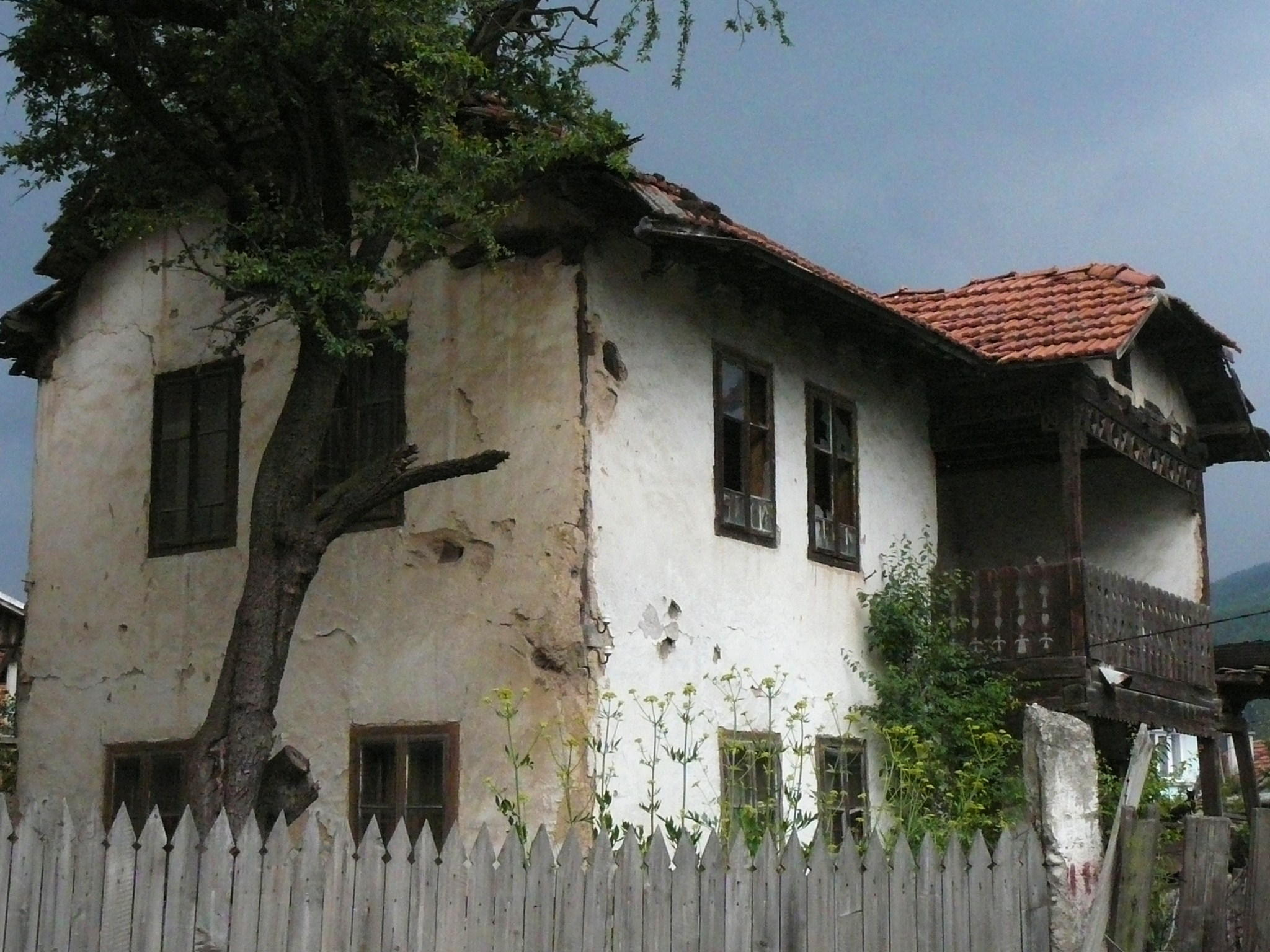
Oud huis in Govedartsi
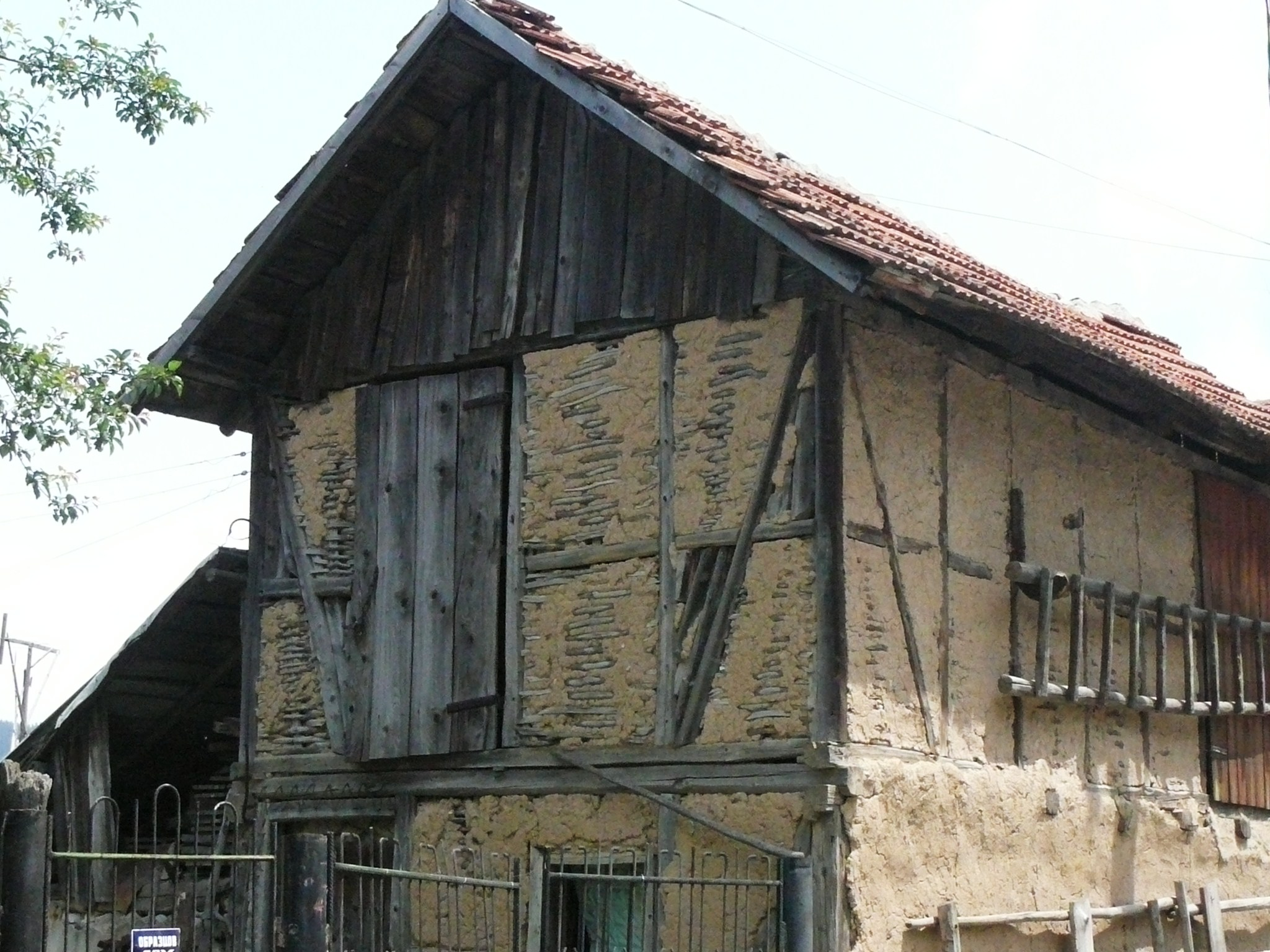
Oud huis in Govedartsi
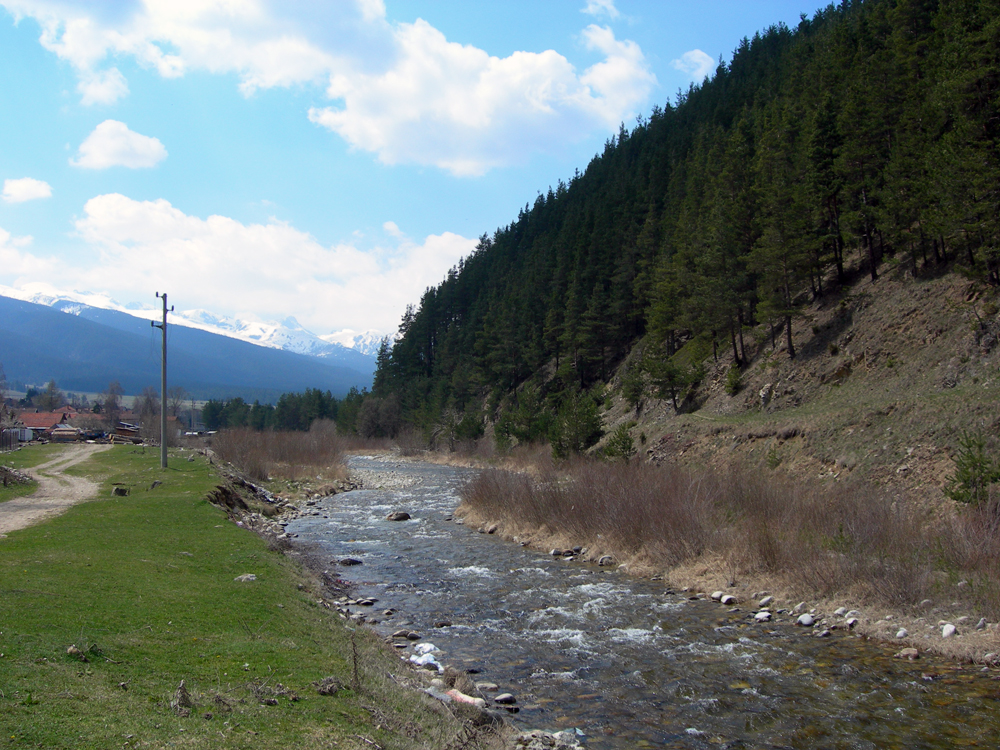
Rivier Iskar
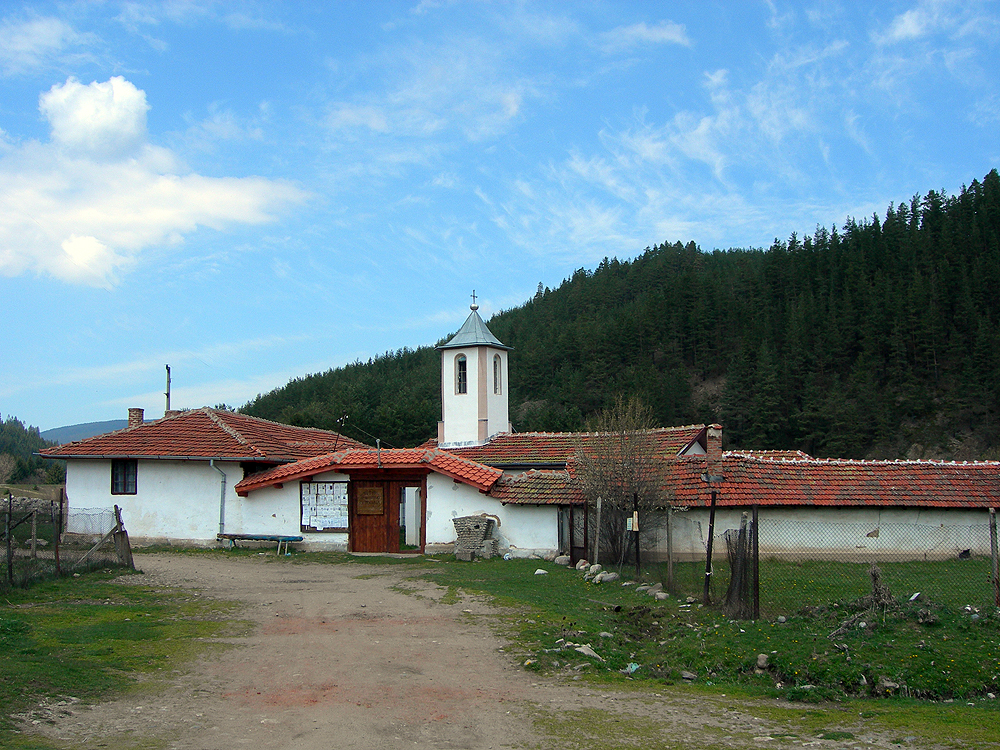
Het Drie-eenheidsklooster

Alino · Beltsjin · Beltsjinski Bani · Beli Iskar · Dolni Okol · Dospej · Dragoesjinovo · Goetsal · Gorni Okol · Govedartsi · Jarebkovitsa · Jarlovo · Klisoera · Kovatsjevtsi · Lisets · Madzjare · Mala Tsarkva · Maritsa · Novo Selo · Popovjane · Prodanovtsi · Radoeil · Rajovo · Relovo · Sjipotsjane · Sjiroki Dol · Samokov · Zlokoetsjene